# Elx
Elx (IPA: ['ɛltʃ]), oficialment «Elx / Elche»), és una ciutat del País Valencià, capital de la comarca del Baix Vinalopó, a la vora del riu Vinalopó. La població total del municipi arriba als 234.765 habitants (INE 2020), mentre que la població del nucli urbà és de 190.696 (INE 2019); així, és la tercera ciutat més poblada del País Valencià, la segona de la província d'Alacant, la vintena en població a nivell estatal i la quarta major ciutat excloent capitals de província. L'àrea metropolitana d'Alacant-Elx, que agrupa Elx amb la conurbació d'Alacant-Sant Vicent del Raspeig-Sant Joan d'Alacant i amb les localitats properes de Santa Pola i Crevillent, és la vuitena més poblada de l'Estat espanyol, amb uns 735.000 habitants.
En el segle v aC va ser fundada la ciutat ibera d'Ilici. Amb l'arribada dels romans, es va començar a formar una colònia que es va poblar amb veterans de les Guerres Càntabres i que passaria a anomenar-se Colonia Iulia Illici Augusta, entorn de l'any 26 aC. Sota el domini musulmà, durant l'edat mitjana, la ciutat es va establir en el seu emplaçament actual. Arran de la conquesta cristiana, al voltant de l'any 1250, la ciutat va passar a la Corona de Castella. L'any 1265 els musulmans van ser expulsats de la ciutat després d'una rebel·lió i, en 1305, Elx va ser cedida al Regne de València. Durant el regnat d'Amadeu de Savoia, en 1871, el monarca li va atorgar el títol de Ciutat després d'una visita a la vila. Durant els anys 60 i 70 del segle xx, la ciutat va experimentar un fort augment de població lligat a la industrialització, que convertiria a Elx en un dels principals productors de calçat d'Europa.
El Palmerar d'Elx, el més gran d'Europa amb més de 200.000 palmeres, ha sigut declarat Patrimoni de la Humanitat per la UNESCO. També ha estat declarat Patrimoni de la Humanitat el Misteri d'Elx, un drama sacro-líric medieval cantat en valencià, que tracta la mort i Assumpció de la Mare de Déu. Segons els especialistes, està datat al segle xv, en la seua part més antiga, i és cantat en valencià medieval.

## Geografia
L'ampli terme municipal, 326,1 km², s'estén per una planura travessada per les serres del Molar, Tabaià i Castellar, coberta de palmeres; té 12 km de platges on dunes i pins conformen un peculiar paisatge; en l'interior del municipi hi ha el pantà d'Elx, construït en 1632, i la Llacuna del Fondo, d'alt valor ecològic; també hi ha el Clot de Galvany, el Palmerar, amb la palmera Imperial, i el parc natural de les Salines.

### Partides rurals
Les partides rurals d'Elx són les següents: Algoda, Algorós, Altabix, l'Altet, Atzavares Alt, Atzavares Baix, Asprella, els Bassars, la Baia Alta, la Baia Baixa, Carrús, Daimes, el Derramador, el Ferriol, Foia d'Elx (1.958 habitants), Jubalcoi, Arenals del Sol, Maitino, la Marina, Matola, Perleta, Pla de Sant Josep (1.819 habitants), la Penya de les Àguiles, Puçol, Salades, Santa Anna, Torre del Pla Alt, Torre del Pla Baix, la Vallonga, la Vallverda Alta i la Vallverda Baixa.

## Història

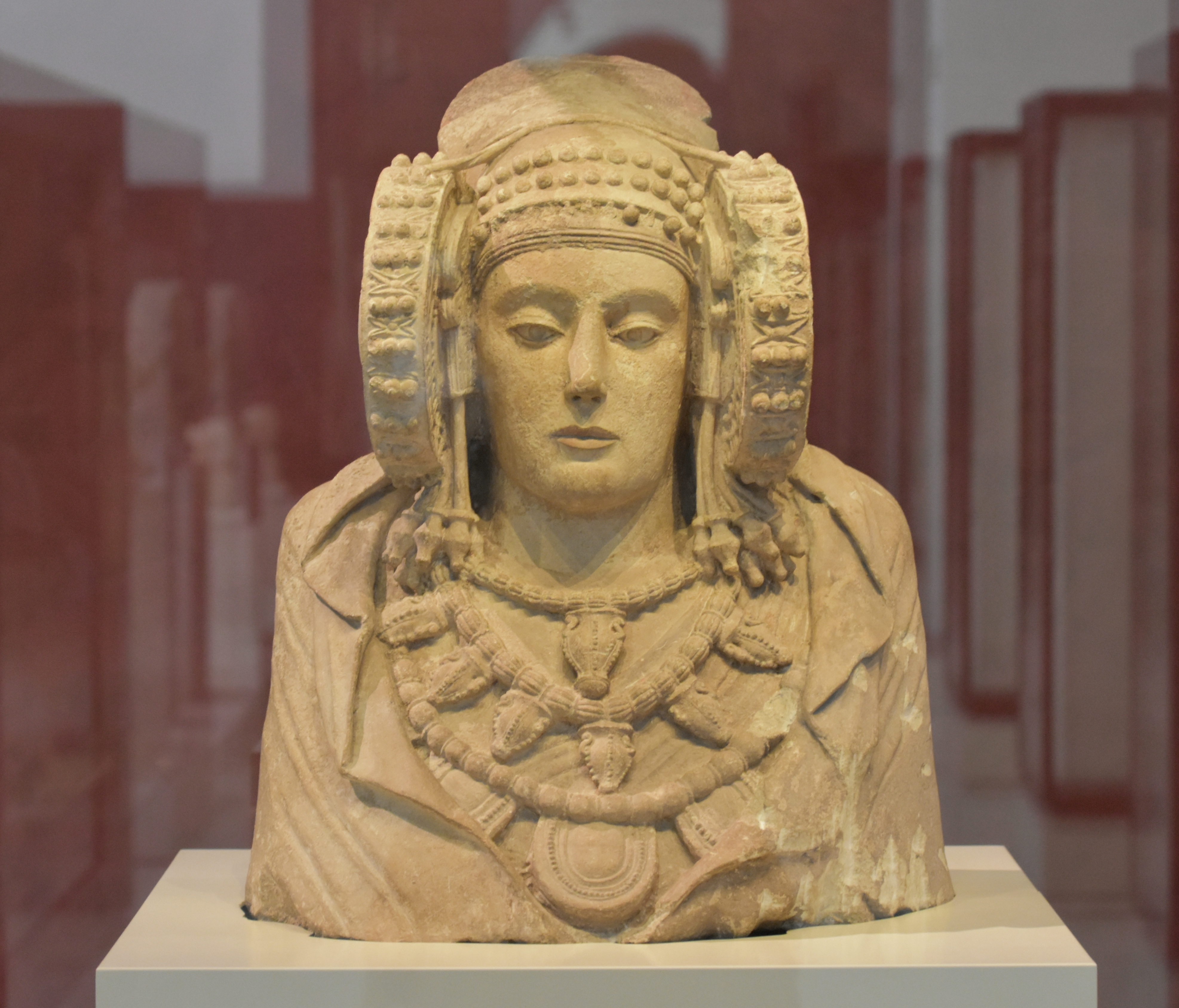
Dama d'Elx

### Orígens
La història d'Elx comença a l'Alcúdia, jaciment situat a 2 km del nucli urbà, que va acollir la ciutat del període iber al segle iv aC fins als visigots al segle viii. La ciutat nasqué com un oppidum ibèric al segle iv aC, al qual s'associa la talla de la Dama d'Elx, bust d'una dona ricament abillada, una de les obres artístiques més importants d'aquesta època, trobada en 1897 i que és al Museu Arqueològic Nacional de Madrid malgrat les reiterades peticions fetes perquè siga retornada al seu lloc d'origen. Durant la Segona Guerra Púnica la ciutat fou probablement destruïda i abandonada, i no es refundà fins al final del segle ii aC. Fou refundada com a colònia romana de dret romà el 43 aC, seguint les polítiques de Juli Cèsar, i així fou reanomenada Colonia Iulia Ilici; i encara patí una altra refundació en temps d'August, cap al 27 aC, que la reanomenà Colonia Iulia Ilici Augusta. La ciutat encunyava moneda de bronze, i comptava amb un port anomenat Portus Ilicitanus, que es correspon amb Santa Pola.
La ciutat entrà el decadència al segle v, però això no impedí que, durant el parèntesi romà d'Orient, Elx fos seu episcopal, i encara també durant el segon període visigot.
Segons l'historiador Abel Soler, el topònim Elx prové de l'ibèric Ili Ike (la ciutat de la lloma). A partir d'aquest ètim s'haurien desenvolupat la denominació grega (Helike) i, posteriorment, la romana (Ilici), precedent immediat de l denominació actual.

### Període islàmic
Després de la conquesta els àrabs s'establiren ja en l'actual emplaçament, concretament en el que ara es coneix com la Vila Murada i construïren un complex sistema de regadiu. En àrab la ciutat es va dir Alsh. A mitjan segle xiii, Elx formava part de la taifa de Múrcia, abans a l'Emirat de Dàniyya, adés a l'Emirat de Múrsiya.

### La ciutat cristiana
La conquesta cristiana la va efectuar l'infant Alfonso (futur Alfons X el Savi) al voltant de l'any 1250, de manera que Elx passà a la corona de Castella. Arran de la conquesta, va ser constituït el senyoriu d'Elx, encomanat al senyor de Villena. La conquesta obligà els moros a instal·lar-se en el Raval de Sant Joan i als jueus en el que ara és la parròquia del Salvador.
Després d'una revolta musulmana l'any 1265, Alfons X de Castella va haver de demanar ajuda al monarca aragonès Jaume I, qui va ajudar els castellans a recuperar la vila, juntament amb els territoris propers. Com a represàlia, els musulmans van ser expulsats de la ciutat i es van veure obligats a edificar una nova població a la rodalia de la Vila Murada, coneguda actualment com el Raval de Sant Joan. En 1296, Jaume II d'Aragó va atacar els territoris castellans situats a la meitat sud de la província d'Alacant i va conquistar, entre altres llocs, la ciutat d'Elx. En 1304, en acompliment de la Sentència Arbitral de Torrelles, Cartagena, Oriola, Elx, Guardamar del Segura i altres poblacions passaren a formar part de l'antic Regne de València, hi havia amplis territoris francs i àmplies àrees comunals i municipals que limitaren moltíssim els drets senyorials territorials, i que es concentraven bàsicament en les partides denominades les Quatre Alqueries, avui desaparegudes, i en el terme del raval, significativament denominat Magram; aquest fet és essencial, perquè va contribuir a desenvolupar un ample procés de privatització de terres, dut a terme per una complexa gamma d'agents socials que explicaria la feblesa estructural del nou senyoriu que hi emergirà el 1470 quan la reina Isabel de Castella cedisca a Gutiérrez de Càrdenas les viles de Crevillent i Elx, prèviament cedides a aquesta per Ferran d'Aragó; i tanmateix el relatiu desenvolupament de l'agricultura, en connexió amb la important institució de les aigües de reg, organitzades des del Consell, així com el mercat urbà. El 1332, durant la guerra per la Conquesta del Regne de Granada fou atacada pels granadins encapçalats per Abu-l-Nuaym Ridwan ibn Abd Allah.
Els segles xvi i xvii són conflictius socialment; d'una banda en les Germanies la vila va aprofitar l'ocasió que li brindava la revolta agermanada per a impedir la presa de possessió a Dídac de Càrdenas i proclamar la seua vinculació a la Corona; el fracàs de dita revolta, militarment esclatada per tropes de l'aristocràcia al front de les quals anava el mateix senyor d'Elx i el marquès de Vélez, va suposar, una vegada més l'esclafament de l'ideal de municipi reial baixmedieval; d'altra l'expulsió morisca que no sols va significar la pèrdua d'un terç de la població, ja que investigacions recents mostren que la població musulmana del raval no era una simple comunitat camperola unívocament sotmesa al poder dels Càrdenas, sinó una col·lectivitat que practica una agricultura comercialitzada sobre l'àrea de l'antic Magram; la repoblació duta a terme per Jordi de Càrdenas entre 1609-1611, intentava no només refer una greu situació econòmica que, potser vinguera d'abans, però s'accelerà ràpidament amb l'expulsió, sinó recompondre una situació de feblesa política, que fou en aquell moment parcialment compensada a l'entrar les oligarquies propietàries urbanes entre els beneficiaris de la repoblació, juntament amb altres molts veïns d'extracció social artesana i camperola; d'altra el naixement d'una complicada organització social que començava a produir una poderosa oligarquia propietària composta per cavallers, ciutadans, rectors dels municipi, advocats, metges notaris, una burgesia de comerciants, bona part de la qual era d'origen estranger; un artesanat molt heterogeni organitzat en gremis i una sèrie de capes de treballadors, llauradors i camperols que establia ja les bases d'intercanvi i explotació; tot plegat amb la baixada de rendiments productius del camp propiciat per l'expulsió morisca, la delinqüència, el bandolerisme i la resistència senyorial, en 1644, a la presa de possessió de Jaume de Cárdenas, germà i hereu del recent mort Jordi, són el detonant d'una sèrie de conflictes traduïts en un estira-i-arronsa entre la vila i la institució senyorial que acabaren amb la consecució favorable a aquesta de la sentència del plet de reversió a la Corona el 1697.

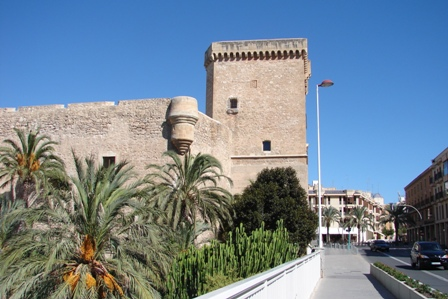
El Palau d'Altamira, construït a finals del

Altre aspecte cridaner del segle és l'increment en les activitats urbanes relacionades amb l'oli i el sabó per l'oligarquia propietària local, especialment els nobles, en plena crisi del segle; el XVIII comença marcat per l'abolició dels Furs en 1707, la qual cosa dona l'oportunitat d'aplicar sense entrebancs la jurisdicció senyorial, que crea la figura de l'Alcalde Major, nomenat personalment pel senyor, per damunt dels alcaldes ordinaris i aliena erms comunals i propis i que torna a xocar amb l'oposició de la vila una vegada que aquesta recupera el seu dinamisme social a partir dels anys trenta; a partir d'aquesta dècada hi ha un creixement econòmic basat en l'agricultura orientada a la producció d'oli, barrella i gra que, comercialitzada a través del port d'Alacant possibilita l'aparició de noves fortunes i retalla les possibilitats dels estrats més baixos; aquesta situació, més l'estructura administrativa i fiscal de naturalesa feudal actuant en conjuntures de baixa producció i retraïment comercial, provocà crisis com la dels anys 60, amb el punt àlgid de l'any 1766, en què la revolta antisenyorial a favor del lliure comerç i dels antics usos comunals, al mateix temps que denunciava una situació estructural, marcava un canvi de ritme en el creixement capitalista estructuralment unit a l'activitat agrària tal com aquesta quedà configurada pels processos revolucionaris burgesos.
L'agricultura, però, no trigaria a entrar en crisi, la qual circumstància donà pas al sorgiment de la moderna indústria espardenyera, el cànem fou substituït parcialment pel jute; segons Pere Ibarra, la primera fàbrica fou creada per Josep Maria Buch, el qual aglutinà una sèrie de telers dispersos que simplement treballaven a canvi de matèries primeres.

### La ciutat moderna
El 1875 s'hi instal·la la primera màquina de cosir i es comença a importar lona del Principat —Mataró— progressivament substituïda per la mateixa producció local, a través de l'ús del teler mecànic per a lones i la màquina de trenar; tot plegat va provocar una nova ocupació que bàsicament descansava sobre el treball a domicili, tant a la ciutat com al camp; així, en vespres de la gran guerra hi existien unes cent fàbriques d'espardenyes, jute i trena, que absorbien prop del 80 per cent de la població obrera; el breu regnat d'Amadeu I suposà, en una curta visita a les aleshores vila, el 1871, l'atorgament del títol de ciutat; el procés industrialitzador donà pas a l'aparició d'una nova oligarquia, composta pels fabricants d'espardenyes i calcer en general, amb interessos en l'agricultura i que comença a formar les seues entitats financeres —caixes d'estalvis— i patronals —Centro Industria Alpargatera— i on destaca Manel Gómez Valdívia.
Durant la dictadura de Primo de Rivera a la qual es van unir les classes burgeses i mitjanes (metges, funcionaris, advocats, etc.) entre els quals destaquen Dídac Fernández Ripoll, alcalde en diverses ocasions, i el banquer Raimon Peral Torres, es va produir un impuls regeneracionista que impulsaria millores per a la ciutat, clavegueram, escoles, escorxadors, etc.; els obrers conseqüentment comencen a organitzar-se i creen les primeres unitats de socors mutu, sindicats i partits polítics; en 1903 es coneix la primera vaga a Elx.
La Segona República Espanyola fou un període convuls amb vagues, tancaments patronals, confiscació per part de les grans centrals sindicals, aleshores UGT i CNT, de 231 finques, amb una superfície de 3.356 ha per a la seua explotació col·lectivista; la guerra de 1936-1939 deixà una difícil situació que es va començar a recuperar a partir dels 50 mercès a la indústria i es va consolidar entre 1965-1975 amb una important recuperació demogràfica propiciada per la immigració.

## Economia
L'agricultura, que ha perdut pes últimament, continua sent un sector important que els darrers anys s'orienta cap al productes d'ús no alimentari, com ara vivers (Palmerar d'Elx), el turisme, la qual cosa fa que el litoral encara conserve àmplies zones verges; el comerç ocupa un 20% de la població; però el sector econòmic per excel·lència és l'industrial i gira entorn del calcer, de què Elx és principal productor a nivell estatal i un dels més importants d'Europa. Compta la ciutat amb el Centre de Congressos Ciutat d'Elx, el palau ferial IFA, en què se celebra Expocalzado Internacional, que constitueix la principal fira del sector i aeroport internacional a Torre del Pla. També hi ha la Universitat Miguel Hernández.

## Demografia
| Evolució demogràfica (des de 1877) Censos de població | Evolució demogràfica (des de 1877) Censos de població | Evolució demogràfica (des de 1877) Censos de població |
| ----------------------------------------------------- | ----------------------------------------------------- | ----------------------------------------------------- |
|                                                       |                                                       |                                                       |
|                                                       |                                                       |                                                       |
|                                                       | Font: Institut Nacional d'Estadística                 |                                                       |

| Població | 195.791 | 198.190 | 201.731 | 207.163 | 209.439 | 215.137 | 219.032 | 222.422 | 228.348 | 230.112 | 230.822 | 230.354 | 230.587 | 230.224 |

| Entitat de població | Habitants |
| ------------------- | --------- |
| Elx                 | 189.316   |
| Algoda-Matola       | 2.634     |
| Algorós             | 646       |
| Altabix             | 2.782     |
| Atzavares           | 1.290     |
| Asprella            | 435       |
| Carrús              | 1.318     |
| Daimes              | 1.327     |
| L'Altet             | 5.330     |
| El Derramador       | 455       |
| Jubalcoi            | 1.118     |
| La Foia             | 2.707     |
| La Marina           | 2.307     |
| La Perleta          | 1.366     |
| Les Baies           | 2.747     |
| Pla de Sant Josep   | 2.236     |
| Arenals del Sol     | 1.795     |
| Maitino             | 939       |
| Puçol               | 376       |
| Torre del Pla       | 7.308     |
| La Vallverda        | 1.792     |

En 2015 el municipi d'Elx tenia 227.312 habitants (segons xifres oficials de l'INE), distribuït entre els diferents nuclis de població. D'ells, 187.135 habitants, el 82,33% de la seua població, vivia en el nucli urbà d'Elx, i la resta en les nombroses partides rurals i pedanies amb què compta el municipi. Les dades de la piràmide de població de 2015 indica que la població menor de 20 anys és el 16,77% del total, la compresa entre 20-40 anys és el 23,27%, entre 40-60 anys és el 23,16% i la major de 60 anys és el 16,01%.
El 1900 Elx tenia 27.308 habitants i era la quarta ciutat de la província d'Alacant per darrere d'Alacant, Alcoi i Oriola. Fins a 1940 va créixer al mateix ritme que Alcoi i Oriola, però a partir d'esta data va despuntar amb la industrialització i va rebre molts immigrants, per la qual cosa passà de 46.596 el 1940 a 73.320 el 1960 i 162.873 el 1981. Elx no ha deixat de créixer als últims anys encara que ha sigut més lent a causa del descens de la natalitat i ha passat de 188.062 el 1991 a 194.767 el 2001 i 201.731 en el 2003. Als últims anys el creixement demogràfic s'ha reforçat per l'arribada d'immigrants iberoamericans i magrebins.
| 1ª | Marroc          | 3.955 |
| 2ª | Romania         | 3.589 |
| 3ª | Colòmbia        | 2.758 |
| 4ª | Equador         | 2.723 |
| 5ª | Argentina       | 1.222 |
| 6ª | Algèria         | 1.148 |
| 7ª | Regne Unit      | 847   |
| 8ª | R.P. de la Xina | 787   |
| 9ª | Itàlia          | 596   |

### Immigració
En el context de l'augment de la població estrangera a Espanya, la població estrangera a Elx va créixer més del 83% en sis anys, passant de 4.241 en 2001 a 32.028 residents estrangers a la fi de 2009, la qual cosa va representar un 13,92% de la població total. Des de 2010 s'ha patit una lleugera disminució en el nombre de residents estrangers, entre altres causes, per la crisi que pateix el país des del 2008, passant de 32.027 en 2010 a 30.853 en 2012, representant un 13,39% del total de població.
Segons el cens de l'INE del 2006, els residents estrangers més nombrosos eren els marroquís (16,41% del total d'estrangers censats), els romanesos (15,28% del total d'estrangers censats), els equatorians (10,87%), i els colombians (10,28%). Per continents d'origen, el 35,98% dels estrangers censats a Elx provenia d'Iberoamèrica i el 35,06% d'altres parts del continent europeu.
Cal destacar també la immigració castellana i murciana, que durant el procés d'industrialització de la ciutat es va traslladar a Elx a la recerca de treball, portant la seua llengua materna, el castellà.

## Llengua
Segons un estudi de 1994 del Servei de Recerques i Estudis Sociolingüístics de la Generalitat Valenciana, un 32,83% de la població parlava a casa principalment en valencià, mentre que un 61,49% utilitzava a casa preferentment el castellà. Segons el cens lingüístic de la Generalitat Valenciana de l'any 2001, Elx ciutat tenia el 2001 un 40% de valencianoparlants (als barris tradicionals i als primers eixamples entre un 50% i un 65% afirmen saber parlar valencià mentre que la llengua és molt minoritària als barris d'alta immigració com Carrús, els Palmerars o Sant Antoni). Al Camp d'Elx el valencià és clarament majoritari i s'arriba a més del 80% de parlants en les pedanies al sud de la ciutat, algunes molt poblades, com la Baia, Asprella, la Foia o Matola, on la fidelitat lingüística interna és molt alta. Segons l'últim cens lingüístic publicat en 2011, un 42,92% de la població afirmava saber parlar valencià, un 83,26% comprendre'l oralment, mentre que un 51,38% afirmava comprendre'l per escrit i un 26,26% escriure'l.

## Edificis i llocs d'interès

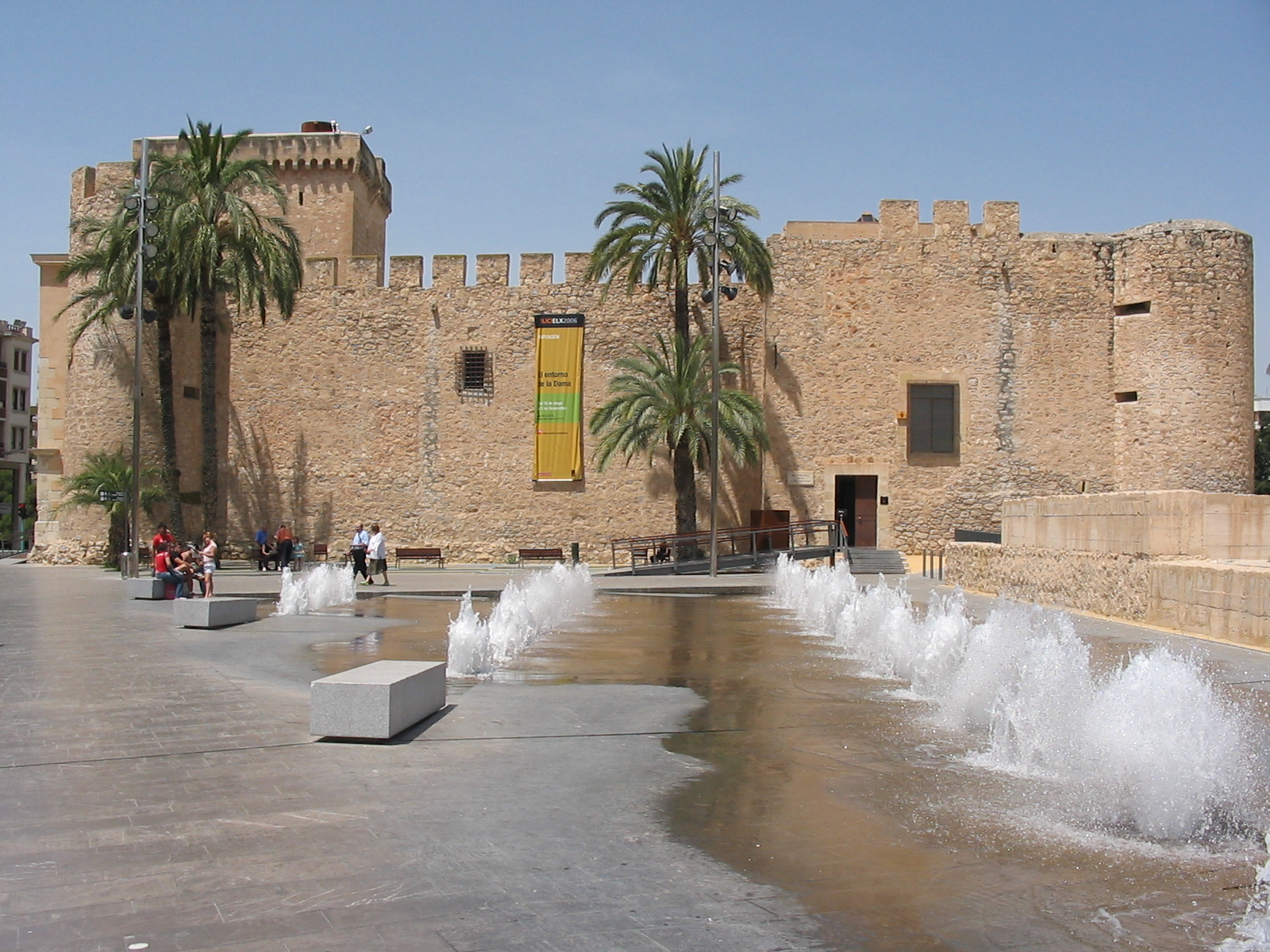
Palau d'Altamira.

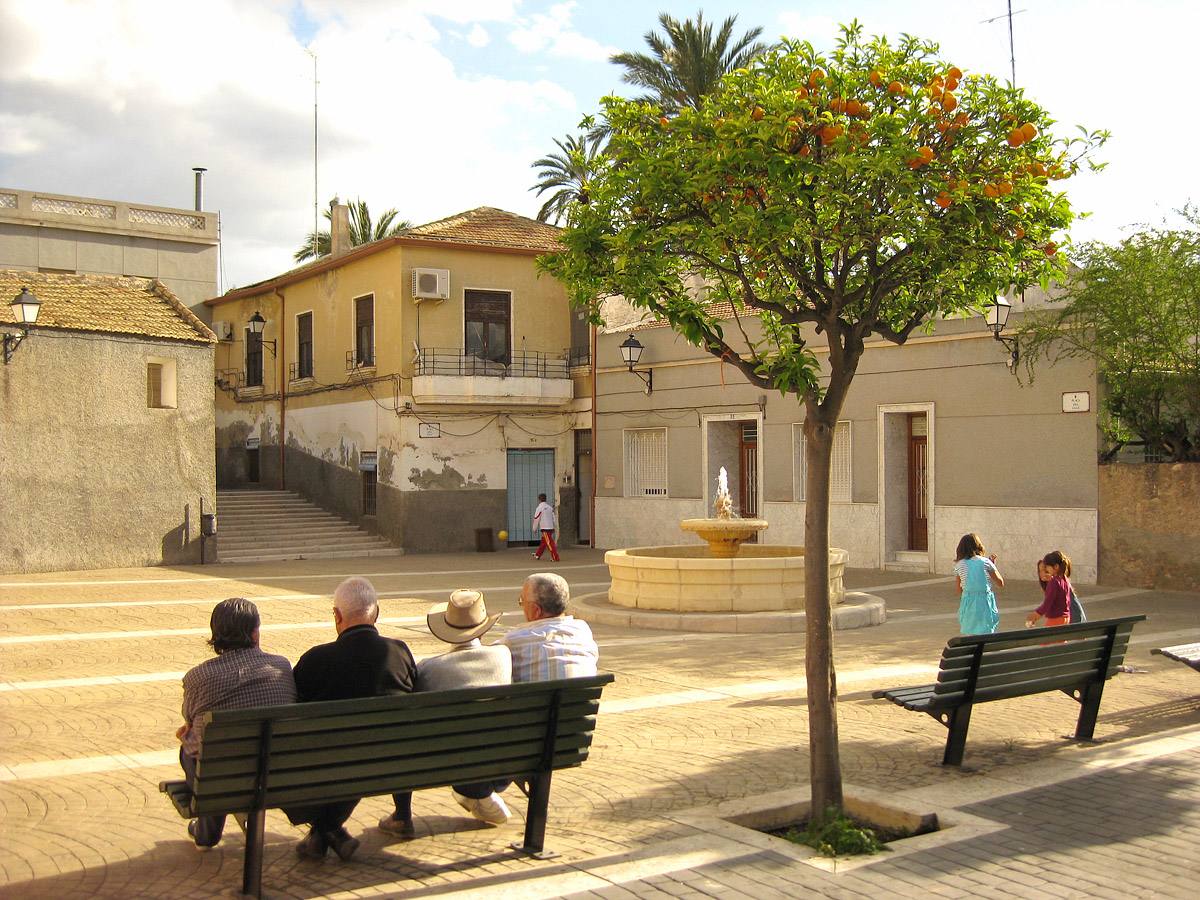
Joves i grans descansen en una plaça de l'antiga vila, i actual barri, del Raval d'Elx.

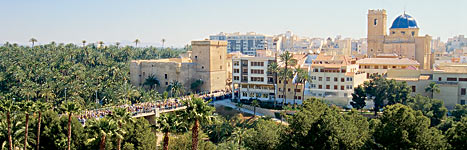
Vista panoràmica del Palmerar d'Elx.

### Monuments religiosos
- Convent de la Mercè, amb façana renaixentista, església gòtica, claustre del xviii i uns importants banys àrabs, del XVI.
- Basílica menor de Santa Maria. Una de les més belles representacions del barroc valencià. Lloc de representació del Misteri d'Elx.
- Ermita de Sant Sebastià. Annexa a la basílica, alberga el Museu de la Festa i la Casa de la Festa, seu del Misteri.
- Església de Sant Josep. Declarada BIC.
- Convent de les Clarisses. Segle XVI.
- Barri i antiga vila morisca del Raval.

### Monuments civils
- Vila Murada, recull d'edificis que compendien la història de la ciutat.
- Torre de la Calaforra. Del segle xiii però amb moltes modificacions. Albergà a les primeries del segle xx una lògia francmaçònica.
- Alcàsser de la Senyoria o Palau d'Altamira. Construït en el segle xv pel primer senyor de la ciutat. Alberga el Museu Arqueològic i d'Història d'Elx Alejandro Ramos Folques.
- Ajuntament. De 1441, amb llotja gòtica i façana renaixentista.
- Torre de la Vetlla o de Calendura hi ha un rellotge amb dos autòmats (Calendura i Calendureta).[17]
- L'Alcúdia. Parc arqueològic i museu[18] que ens acosten a la civilització ibera i a la romana.
- Palau de Jorge Juan. Declarat BIC.
- Museu d'Art Contemporani. En l'antic ajuntament del Raval.
- Museu Escolar de Puçol. En la partida del mateix nom.
- Muralles de l'Alcúdia.
- Muralles d'Elx. Hi ha abundants restes de la muralla i les torres de santa Llúcia, del Consell, la torre Cova i la torre VIII, entre d'altres.
- Pont gòtic de Santa Teresa.
- Torre d'Asprillas. A la partida de Les Baies, forma part d'una casa particular.
- Torre de Carrús. De 1701, adossada a un caseriu de construcció posterior.
- Torre de Ressemblanc. Segle XV. Inclosa en l'Hort de la Torreta. Actualment Institut de Formació Professional.
- Torre Palombar. Molt restaurada i afegida a un edifici posterior.
- Torre de l'Hort dels Vaïllos. Segle XV. Completament restaurada i en excel·lent estat.
- Torre Estanya. Possiblement musulmana. Propietat particular i en ruïna absoluta.
- Palmerar d'Elx
- Clot de Galvany

## Dates d'actes festius i d'interès popular
- 3 de febrer: Sant Agatàngel, patró d'Elx, nascut a l'antiga Illici el segle iv.
- Setmana Santa Il·licitana
  - Diumenge de Rams, Processó amb les Palmes Blanques. Festa d'Interés Turístic Internacional.
  - Diumenge de Resurrecció, Processó de Glòria, de les Al·leluies.
- 4 d'agost: Aniversari del descobriment de la Dama d'Elx.
- Del 10 al 15 d'agost: Festes en honor de la patrona, la Verge de l'Assumpció
  - Moros i Cristians
  - 13 d'agost: Nit de l'Albà.
  - 14 d'agost: Nit de la roà.
  - 14 i 15 d'agost: Misteri d'Elx, Festes d'Interés Turístic Internacional, declarades Patrimoni de la Humanitat per la UNESCO.
- 28 de desembre: Festa de la Vinguda de la Verge de l'Assumpció, patrona d'Elx.

## Cultura

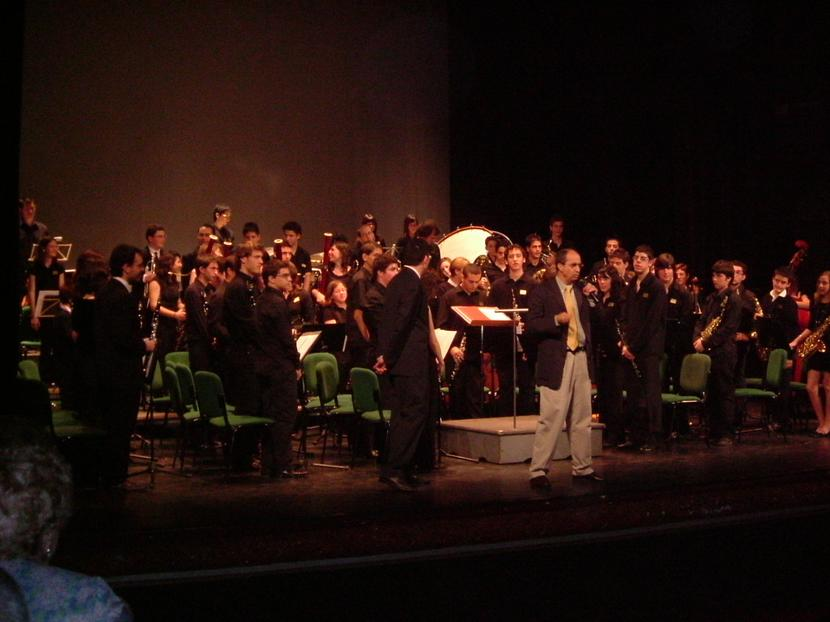
Concert del 7-5-2006 al Gran Teatre d'Elx de la Banda del Conservatori professional de Música d'Elx (fotografia en la qual es veu a Fernando Argenta presentant l'acte)

Com a mostra de la variada oferta cultural, destaquen:
- El Conservatori Professional de Música d'Elx i la Banda del Conservatori Professional de Música d'Elx. La banda és una formació musical del conservatori, composta per músics jóvens que tenen una mitjana de 15 anys.[19][20]
- Festival Internacional de Cinema Independent. Es fa des de 1978.
- Festival Medieval d'Elx. Té lloc una vegada a l'any, des de 1990.
- Setmana Internacional de Música i Cultura Ètnica i Mestissatge. Es començà a fer el 1996.
- El Festival Nacional de Joves Cantautors d'Elx, des de finals dels anys 90.[21]
- El Festival d'Artistes al carrer «Elx al carrer», que es fa anualment des de 2006.[22]
- El Festival Internacional de Cinema Fantàstic d'Elx se celebra des de 2013.

## Gastronomia
En els menjars d'Elx destaquen els arrossos, especialment l'arròs amb costra, els guisats amb peix, com ara les pipes i carasses (bacallà amb nyores), La llisa de la Llacuna del Fondo, i el putxero amb tarongetes (bullit amb pilotes i carn). De dolç, els dàtils de les seues palmeres, el pa de figa, la tortà d'Elx, a base d'ametla i per a acompanyar-los el tomaní, licor originari de les terres del sud, elaborat des de 1897.

## Política i govern

### Composició de la Corporació Municipal
El Ple de l'Ajuntament està format per 27 regidors. En les eleccions municipals de 28 de maig de 2023 foren elegits 12 regidors del Partit Socialista del País Valencià (PSPV-PSOE), 11 del Partit Popular (PP), 3 de Vox i 1 de Compromís per Elx-Acord per Guanyar (ApG).
| Eleccions municipals de 28 de maig de 2023 - Elx                                                                            |                                          |                                     |                                     |          |          |          |
| Candidatura | Candidatura                              | Candidatura                         | Cap de llista                       | Vots     | Vots     | Regidors |
| | Partit Socialista del País Valencià-PSOE |                                     | Carlos González Serna               | 43.543   | 38,66%   | 12 ()    |
| | Partit Popular                           |                                     | Pablo Ruz Villanueva                | 42.068   | 37,35%   | 11 (+2)  |
| | Vox                                      |                                     | Aurora Rodil Martínez               | 12.860   | 11,42%   | 3 (+1)   |
| | Compromís per Elx-Acord per Guanyar      |                                     | Esther Díez Valero                  | 6.174    | 5,48%    | 1 (-1)   |
| | Altres candidatures                      |                                     |                                     | 6.801    | 5,99%    | 0 ( -2)  |
| | Vots en blanc                            |                                     |                                     | 1.157    | 1,02%    |          |
| Total vots vàlids i regidors                                                                                                | Total vots vàlids i regidors             | Total vots vàlids i regidors        | Total vots vàlids i regidors        | 112.603  | 100 %    | 27       |
| | Vots nuls                                | Vots nuls                           | Vots nuls                           | 377      | 0,36%    |          |
| Participació (vots vàlids més nuls)                                                                                         | Participació (vots vàlids més nuls)      | Participació (vots vàlids més nuls) | Participació (vots vàlids més nuls) | 113.454  | 65,92%** |          |
| Abstenció | Abstenció                                | Abstenció                           | Abstenció                           | 58.652*  | 34,07%** |          |
| Total cens electoral | Total cens electoral                     | Total cens electoral                | Total cens electoral                | 172.519* | 100 %**  |          |
| Alcalde: Pablo Ruz Villanueva (PP) (17/06/2023) Per majoria absoluta dels vots dels regidors (14 vots: 11 de PP i 3 de VOX) |                                          |                                     |                                     |          |          |          |
| Fonts: JEZ Elx, M. Interior, Periòdic Ara. (* No són vots sinó electors. ** Percentatge respecte del cens electoral.)       |                                          |                                     |                                     |          |          |          |

### Eleccions municipals des de 1979
L'evolució en el repartiment dels regidors per partits polítics des de les eleccions municipals de 1979 és la següent:
| Històric de regidors a l'ajuntament d'Elx |             |      |      |      |      |      |      |      |      |      |      |      |      |
| Candidatura                               | Candidatura | 1979 | 1983 | 1987 | 1991 | 1995 | 1999 | 2003 | 2007 | 2011 | 2015 | 2019 | 2023 |
|                                           | PSPV-PSOE   | 13   | 17   | 14   | 16   | 11   | 14   | 15   | 13   | 12   | 8    | 12   | 12   |
|                                           | AP / PP     | 2    | 8    | 5    | 8    | 13   | 12   | 11   | 13   | 14   | 9    | 9    | 11   |
|                                           | Vox         |      |      |      |      |      |      |      |      |      |      | 2    | 3    |
|                                           | Compromís   |      |      |      |      |      |      |      |      | 0    | 4    | 2    | 1    |
|                                           | C's         |      |      |      |      |      |      |      |      |      | 3    | 2    | 0    |
|                                           | PCE / EUPV  | 3    | 2    | 2    | 2    | 3    | 1    | 1    | 1    | 0    | 0    | 0    | 0    |
|                                           | IxE         |      |      |      |      |      |      |      |      |      | 2    | 0    |      |
|                                           | PdE         |      |      |      |      |      |      |      |      | 1    | 1    | 0    |      |
|                                           | UCD         | 8    |      |      |      |      |      |      |      |      |      |      |      |
|                                           | CDS         |      | 0    | 6    | 0    |      |      |      |      |      |      |      |      |
| Font: Ministeri de l'Interior             |             |      |      |      |      |      |      |      |      |      |      |      |      |

### Alcaldes
Des de 2023 l'alcalde d'Elx és Pablo Ruz Villanueva del PP.
| Període                                               | Alcalde o alcaldessa   | Partit polític | Data de possessió | Observacions |
| ----------------------------------------------------- | ---------------------- | -------------- | ----------------- | ------------ |
| 1979–1983                                             | Ramón Pastor Castell   | PSPV-PSOE      | 19/04/1979        | --           |
| 1983–1987                                             | Ramón Pastor Castell   | PSPV-PSOE      | 28/05/1983        | --           |
| 1987–1991                                             | Manuel Rodríguez Macià | PSPV-PSOE      | 30/06/1987        | --           |
| 1991–1995                                             | Manuel Rodríguez Macià | PSPV-PSOE      | 15/06/1991        | --           |
| 1995–1999                                             | Diego Macià Anton      | PSPV-PSOE      | 17/06/1995        | --           |
| 1999–2003                                             | Diego Macià Anton      | PSPV-PSOE      | 03/07/1999        | --           |
| 2003–2007                                             | Diego Macià Anton      | PSPV-PSOE      | 14/06/2003        | --           |
| 2007–2011                                             | Alejandro Soler Mur    | PSPV-PSOE      | 16/06/2007        | --           |
| 2011–2015                                             | Mercedes Alonso García | PP             | 11/06/2011        | --           |
| 2015–2019                                             | Carlos González Serna  | PSPV-PSOE      | 13/06/2015        | --           |
| 2019-2023                                             | Carlos González Serna  | PSPV-PSOE      | 15/06/2019        | --           |
| Des de 2023                                           | Pablo Ruz Villanueva   | PP             | 17/06/2023        | --           |
| Fonts: Generalitat Valenciana Llista d'alcaldes d'Elx |                        |                |                   |              |

## Esports

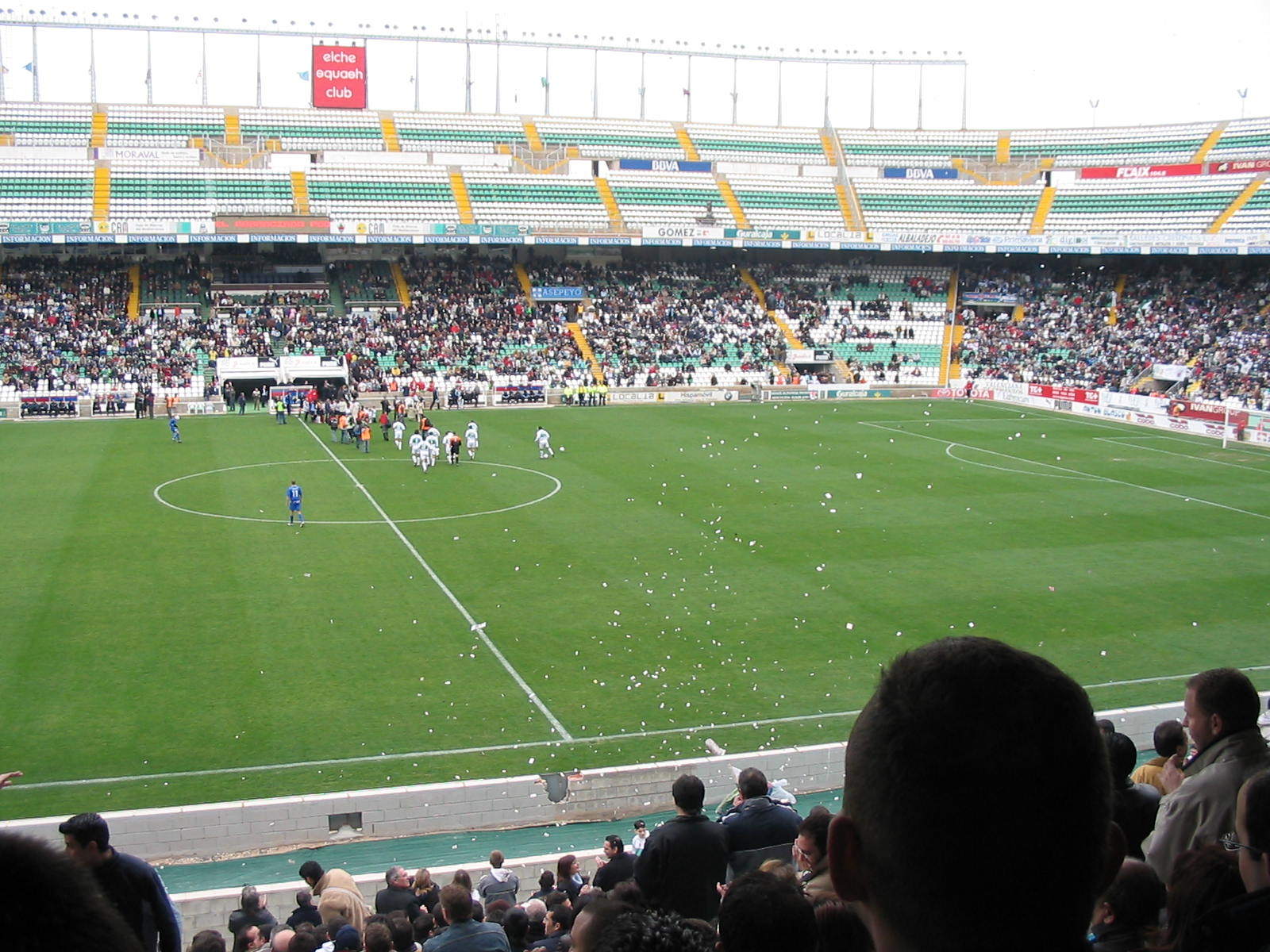
L'Estadi Martínez Valero durant un partit de
l'Elx CF

La ciutat d'Elx té diversos clubs esportius patrocinats majoritàriament per empresaris del calcer locals.
- Futbol
  - Elx Club de Futbol
  - Esportiu Il·licità, filial de l'Elx CF.
- Futbol Sala (femení)
  - Femesala Elx
- Rugbi
  - Elx R.C.
- Voleibol
  - J'Hayber Elx

Elx compta també amb el segon estadi valencià amb més capacitat, l'Estadi Martínez Valero, que té un aforament de 38.750 espectadors.

## Entitats locals
La vida cultural d'Elx té diversos vessants, com l'ecologisme, el valencianisme, o les actives associacions de veïns. Entre les associacions culturals destaca El Tempir i el Casal Jaume I.

## Personatges il·lustres
- Pere Joan Perpinyà, jesuïta, poeta, rètor i humanista.
- Ferran Acuña, sacerdot, organista i compositor.
- Honorat Verdaguer, organista i compositor.
- Marcel·lià Coquillat i Llofriu, arquitecte.
- Enric Ortuño Aráez , pintor cubista i surrealista.
- Sixto Marco Marco, pintor i escultor.
- Albert Agulló i Martínez, pintor.
- Joan Castejón, pintor, escultor i dibuixant.
- Vicent Albarranch i Blasco, pintor.
- Antonio Bernad, pintor, caricaturista i dibuixant surrealista.[29]
- Andreu Castillejos i Furió, fotògraf i pintor
- Gaspar Jaén i Urban, poeta i arquitecte.
- Diego Jaén Botella, sacerdot i polític, assassinat pels revoltats franquistes a Melilla.
- Alfredo Javaloyes López, compositor i director d'orquestra.
- Aureliano Ibarra Manzoni, polític liberal, representa el pensament il·lustrat del segle xix a Elx.
- Pere Ibarra i Ruiz, aqueòleg, historiador, escriptor i arxiver municipal d'Elx (germà de Don Aureliano Ibarra).
- Vicente Molina Foix, escriptor, crític de cinema i autor dramàtic.
- Isabel Fernández Judoka, medallista en els Jocs Olímpics d'Atlanta 1996 i Sydney 2000.
- Vicente Verdú, escriptor i periodista
- Alejandro Ramos Folqués, arqueòleg fundador del Museu Arqueològic d'Elx (actual MAHE).
- Concha Román Calvo, escriptora i periodista.
- Ventura Román Calvo, escriptora.
- Gloria Miñana Roman, metgessa pediatra (filla de Ventura)
- Diana Palazón, cantant i actriu.
- Alba Reche, cantant.

## Ciutats agermanades
- Tolosa de Llenguadoc (Occitània)  des de 1981
- Orà (Algèria)  des d'abans de 1939
- Jaca (Osca, Aragó)
- Subotica (Sèrbia)
- Kasukabe (Japó)
- Xumen (Bulgària)
- San Bartolomé de Tirajana (Canàries)